# Gerd Sieben Janssen
Gerd Sieben Janssen (* 21. Oktober 1802 in Esens; † 4. März 1899 in Aurich) war ostfriesischer Orgelbauer aus Aurich. Von ihm sind 16 Orgelneubauten nachgewiesen, von denen einige noch gut erhalten sind, insbesondere die in Asel und Eggelingen.

## Leben
Gerd Sieben Janssen wurde 1802 als Sohn des Schneidermeisters Ihno Janssen (19. Mai 1769 bis 1853/55) und dessen Frau Jurke Margaretha Gattena (3. Mai 1768 bis 18. Mai 1847) in Esens geboren. Seine Vorfahren sind über drei Generationen in Esens nachweisbar. Von den sieben Geschwistern verstarben mindestens zwei früh. Nach der Tischlerlehre erlernte er bei Johann Gottfried Rohlfs den Orgelbau und arbeitete dort wahrscheinlich zwischen 1820 und 1823 als Geselle. Nach dem Militärdienst folgten sieben Wanderjahre außerhalb der Heimat, um sich im Orgel- und Klavierbau zu vertiefen. Am 1. April 1833 erwarb er das Esenser Bürgerrecht, ließ sich dort als Instrumentenbauer nieder und heiratete dort am 4. Mai 1833 Dorothea Nessina Neessen (* 2. März 1803), die infolge einer Totgeburt bereits am 9. März 1834 starb. Janssen zog daraufhin nach Aurich, wo er seine Werkstatt errichtete und 1835 Margaretha Helena Hinrichs aus Aurich heiratete. Von den insgesamt acht Kindern erlernten einige den Orgelbau. Sein Sohn Julius Hillard (20. Januar 1847 bis 19. März 1925) übernahm ab ca. 1893 die Reparaturen und Wartungsdienste und führte den väterlichen Betrieb bis zum Ersten Weltkrieg fort, schuf selbst aber keinen Neubau. In handwerklicher Hinsicht arbeitete Gerd Sieben Janssen traditionell und stand in der Kontinuität des barocken Orgelbaus. Er schloss an den Höhepunkt ostfriesischer Orgelkultur im 18. Jahrhundert an, konnte das Niveau von Hinrich Just Müller und Johann Friedrich Wenthin aber nicht mehr halten. Janssen starb im hohen Alter von 96 Jahren.

## Werkliste
In der fünften Spalte bezeichnet die römische Zahl die Anzahl der Manuale, ein großes „P“ ein selbstständiges Pedal, ein kleines „p“ ein nur angehängtes Pedal und die arabische Zahl in der vorletzten Spalte die Anzahl der klingenden Register.
| Jahr       | Ort             | Kirche                               | Bild | Manuale | Register | Bemerkungen |
| ---------- | --------------- | ------------------------------------ | ---- | ------- | -------- | --- |
| 1836–1838  | Aurich          | Reformierte Kirche                   |      | I/P     | 11       | Etwa 35 Pfeifen und Prospekt erhalten; Erweiterung und Rekonstruktion 2003 (II/P/18) |
| 1839–1840  | Tergast         | Tergaster Kirche                     |      | I/p     | 7        | Ursprünglich für Neustadtgödens gebaut; 1939 nach Tergast überführt; 1999–2000 Teilrekonstruktion |
| 1843?–1845 | Larrelt         | Larrelter Kirche                     |      | I/p     | 11       | Umbau der Orgel von Johannes Millensis (1618–19) |
| 1843–1846  | Eggelingen      | St.-Georg-Kirche                     |      | I/p     | 8        | Weitgehend erhalten |
| um 1850    | Hollen          | Christus-Kirche                      |      | I/p     | 8        | 1896 an Warsingsfehn verkauft im Zuge des Neubaus der Kirche; Hauptwerkgehäuse erhalten (Foto zeigt die später erweiterte Orgel in Warsingsfehn)                                                                                    |
| 1851       | Westrhauderfehn | Hoffnungskirche                      |      | II/P    | 22       | Gehäusemittelteil erhalten, Register fast vollständig ersetzt |
| 1854       | Pilsum          | Pilsumer Kreuzkirche                 |      | II/p    | 16       | Umbau der Orgel von Valentin Ulrich Grotian (1694) |
| 1854       | Grotegaste      | St. Johannes Baptist                 |      | II/P    | 12       | Gehäuse erhalten |
| 1854–1855  | Esklum          | Esklumer Kirche                      |      | I/p     | 7        | Prospekt mit 19 Pfeifen erhalten |
| 1855–1856  | Asel            | St.-Dionysius-Kirche                 |      | I/P     | 8        | Gehäuse (ohne Prospektpfeifen) und drei Register teilweise erhalten |
| 1858–1859  | Steenfelde      | Steenfelder Kirche                   |      | I/p     | 9        | Prospekt erhalten |
| 1857–1861  | Pewsum          | Nicolai-Kirche                       |      | II/P    | 16       | Prospekt in Westeraccum (Bild) erhalten |
| 1862–1864  | Etzel           | St.-Martinus-Kirche                  |      | II/p    | 13       | Gehäuse erhalten |
| 1865       | Jheringsfehn    | Jheringsfehner Kirche                |      | II/P    | 15       | Gehäuse und teilweise Pfeifenwerk erhalten |
| 1867       | Potshausen      | St.-Martin-Kirche                    |      | I/p     | 8        | Nicht erhalten |
| 1869       | Völlen          | Peter-und-Paul-Kirche                |      | I/P     | 10       | Umbau der Orgel von Wilhelm Eilert Schmid (1822–23); weitgehend erhalten |
| 1874?      | Breinermoor     | St.-Sebastian-und-St.-Vincenz-Kirche |      | I/P     | 9        | Gehäuse und teilweise Pfeifenwerk erhalten |
| 1877–1878  | Berdum          | Maria-Magdalena                      |      | II/p    | 9        | Zusammen mit seinen Söhnen erbaut; in den 1960er Jahren Holzregister, Traktur und teils Gehäuse durch Wurmbefall regelrecht zerfallen; 1977 Reduzierung um Manual auf I/p/5 als Notlösung; ein Register ersetzt, ansonsten erhalten |
| 1878       | Wiegboldsbur    | Wibadi-Kirche                        |      | I/P     | 8        | Umbau der Orgel von Wilhelm Eilert Schmid (1818–19); weitgehend erhalten |
| 1883–1884  | Großwolde       | Großwolder Kirche                    |      | I/p     | 8        | 1919 durch Furtwängler & Hammer ersetzt, Prospekt erhalten |